# Jukajärvi (sjö i Norra Karelen)
Jukajärvi är en sjö i Finland. Den ligger i kommunen Joensuu i landskapet Norra Karelen, i den sydöstra delen av landet, 400 km nordost om huvudstaden Helsingfors. Jukajärvi ligger 98,2 meter över havet. Den är 17 meter djup. Arean är 2,18 kvadratkilometer och strandlinjen är 11,08 kilometer lång. Sjön  ingår i Vuoksens huvudavrinningsområde.   I omgivningarna runt Jukajärvi växer i huvudsak barrskog.